# Enfield Town

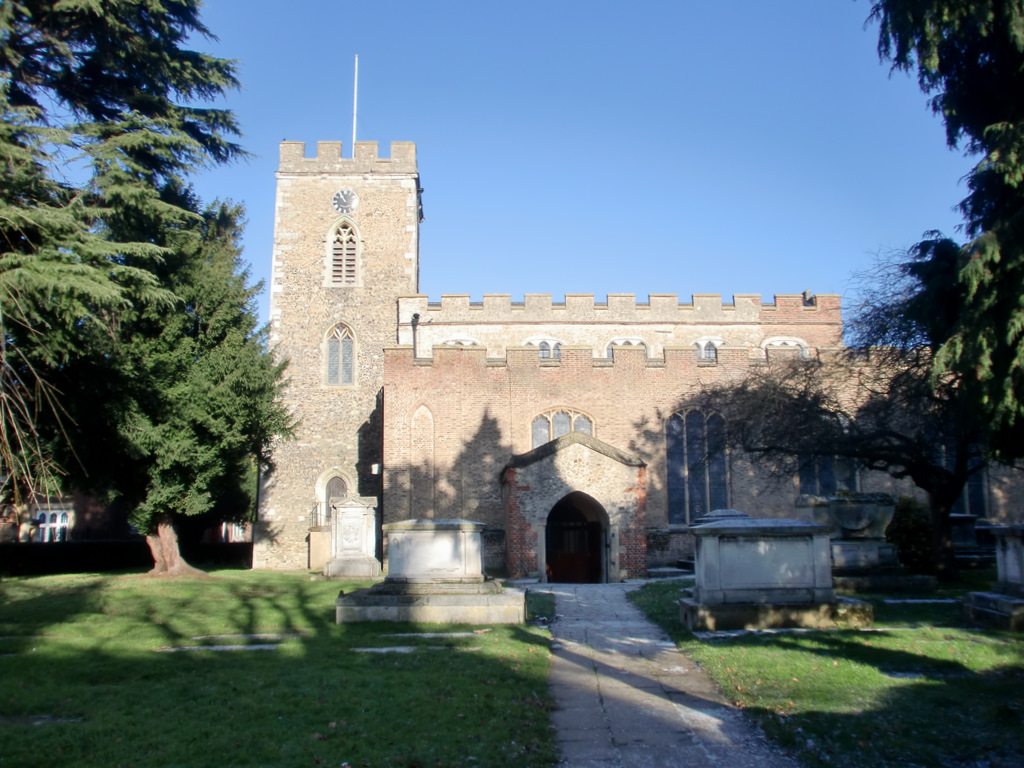
Nhà thờ St Andrew, Enfield Town

Enfield Town là một trung tâm thành thị lịch sử của Enfield, trước đây nằm trong hạt Middlesex và ngày nay nằm trong Khu Enfield của Luân Đôn, Anh. Enfield Town nằm cách 10,1 dặm (16,3 km) về phía bắc đông bắc của Charing Cross. Trên Bản đồ Quy hoạch Luân Đôn đây là một trong 35 trung tâm chính của Đại Luân Đôn.